# Ghazileh
Ghazileh (tiếng Ả Rập: غزيلة) là một ngôi làng Syria nằm ở Sinjar Nahiyah ở huyện Maarrat al-Nu'man, Idlib. Theo Cục Thống kê Trung ương Syria (CBS), Ghazileh có dân số 451 trong cuộc điều tra dân số năm 2004.